# Phân biệt chủng tộc

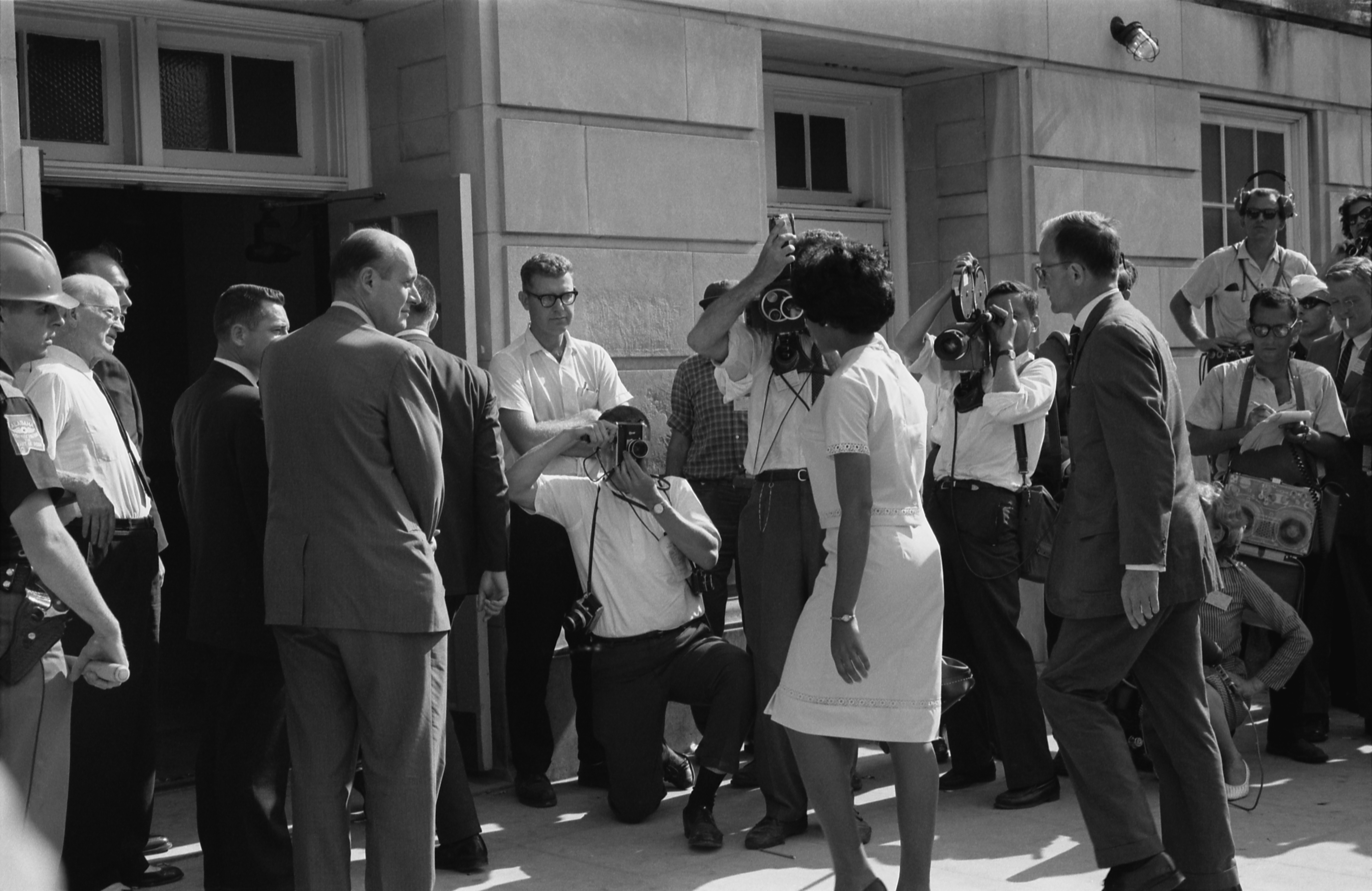
Vivian Malone, sinh viên đại học người Mỹ gốc Phi vào Đại học Alabama ở Mỹ để đăng ký lớp học với tư cách là một trong những sinh viên không da trắng đầu tiên theo học tại trường. Cho đến năm 1963, trường đại học phân biệt chủng tộc và sinh viên không phải da trắng không được phép theo học.

Phân biệt chủng tộc (tiếng Anh: racism), còn gọi là kỳ thị chủng tộc hay Chủ nghĩa phân biệt chủng tộc, là niềm tin rằng các nhóm người sở hữu những đặc điểm, hành vi và tính cách khác nhau tương ứng với ngoại hình và có thể được phân chia dựa trên sự thượng đẳng của chủng tộc này so với chủng tộc khác. Nó cũng có thể có nghĩa là định kiến, phân biệt đối xử hoặc đối kháng nhắm vào người khác vì họ thuộc chủng tộc hoặc sắc tộc khác. Các biến thể hiện đại của phân biệt chủng tộc thường dựa trên nhận thức xã hội về sự khác biệt sinh học giữa các dân tộc. Những quan điểm này có thể ở dạng hành động xã hội, thực tiễn hoặc tín ngưỡng hoặc hệ thống chính trị trong đó các chủng tộc khác nhau được xếp hạng là vượt trội hoặc kém hơn nhau, dựa trên những đặc điểm, khả năng hoặc phẩm chất được thừa nhận chung.
Trong điều kiện của hệ thống chính trị (ví dụ, phân biệt chủng tộc) có hỗ trợ sự biểu hiện của định kiến hay ác cảm trong hành động kỳ thị hoặc pháp luật, phân biệt chủng tộc ý thức hệ có thể bao gồm liên quan đến các khía cạnh xã hội như nativism, bài ngoại, phân biệt đối xử, phân chia chủng tộc, thứ bậc xếp hạng, và chủ nghĩa thượng đẳng.
Trong khi các khái niệm về chủng tộc và sắc tộc được coi là riêng biệt trong khoa học xã hội đương đại, hai thuật ngữ này có một lịch sử tương đương lâu dài trong cách sử dụng phổ biến và tài liệu khoa học xã hội cũ. "Dân tộc" thường được sử dụng theo nghĩa gần gũi với một "truyền thống" theo truyền thống: sự phân chia các nhóm người dựa trên phẩm chất được coi là thiết yếu hoặc bẩm sinh cho nhóm (ví dụ: tổ tiên chung hoặc hành vi chia sẻ). Do đó, phân biệt chủng tộc thường được sử dụng để mô tả phân biệt đối xử trên cơ sở sắc tộc hoặc văn hóa, không phụ thuộc vào việc những khác biệt này được mô tả là phân biệt chủng tộc. Theo một công ước của Liên Hợp Quốc về phân biệt chủng tộc, không có sự phân biệt giữa các thuật ngữ "phân biệt chủng tộc" và "sắc tộc". Công ước Liên Hợp Quốc kết luận thêm rằng sự vượt trội dựa trên sự phân biệt chủng tộc là sai về mặt khoa học, đáng lên án về mặt đạo đức, bất công xã hội và nguy hiểm. Công ước cũng tuyên bố rằng không có sự biện minh nào cho sự phân biệt chủng tộc, ở bất cứ đâu, trên lý thuyết hoặc trong thực tế.
Chủ nghĩa phân biệt chủng tộc là một khái niệm tương đối hiện đại, phát sinh trong thời đại châu Âu của chủ nghĩa đế quốc, chủ nghĩa phát xít đặc biệt là buôn bán nô lệ Đại Tây Dương, trong đó nó là một động lực chính. Nó cũng là một lực lượng chính đằng sau sự phân biệt chủng tộc, đặc biệt là ở Hoa Kỳ trong thế kỷ XIX và đầu thế kỷ XX và Nam Phi dưới thời apartheid (còn gọi là a - pác - thai); Chủ nghĩa phân biệt chủng tộc ở thế kỷ 19 và 20 trong văn hóa phương Tây đặc biệt được ghi chép lại và tạo thành điểm tham chiếu trong các nghiên cứu và diễn ngôn về phân biệt chủng tộc. Chủ nghĩa phân biệt chủng tộc đã đóng một vai trò trong các cuộc diệt chủng như Holocaust, diệt chủng người Armenia và diệt chủng người Serb và các dự án thuộc địa bao gồm thực dân châu Âu của châu Mỹ, châu Phi và châu Á cũng như sự trục xuất người thiểu số bản địa. Người dân bản địa đã từng là người Haiti và là người thường xuyên phải tuân theo thái độ phân biệt chủng tộc.

## Từ nguyên, định nghĩa và cách sử dụng

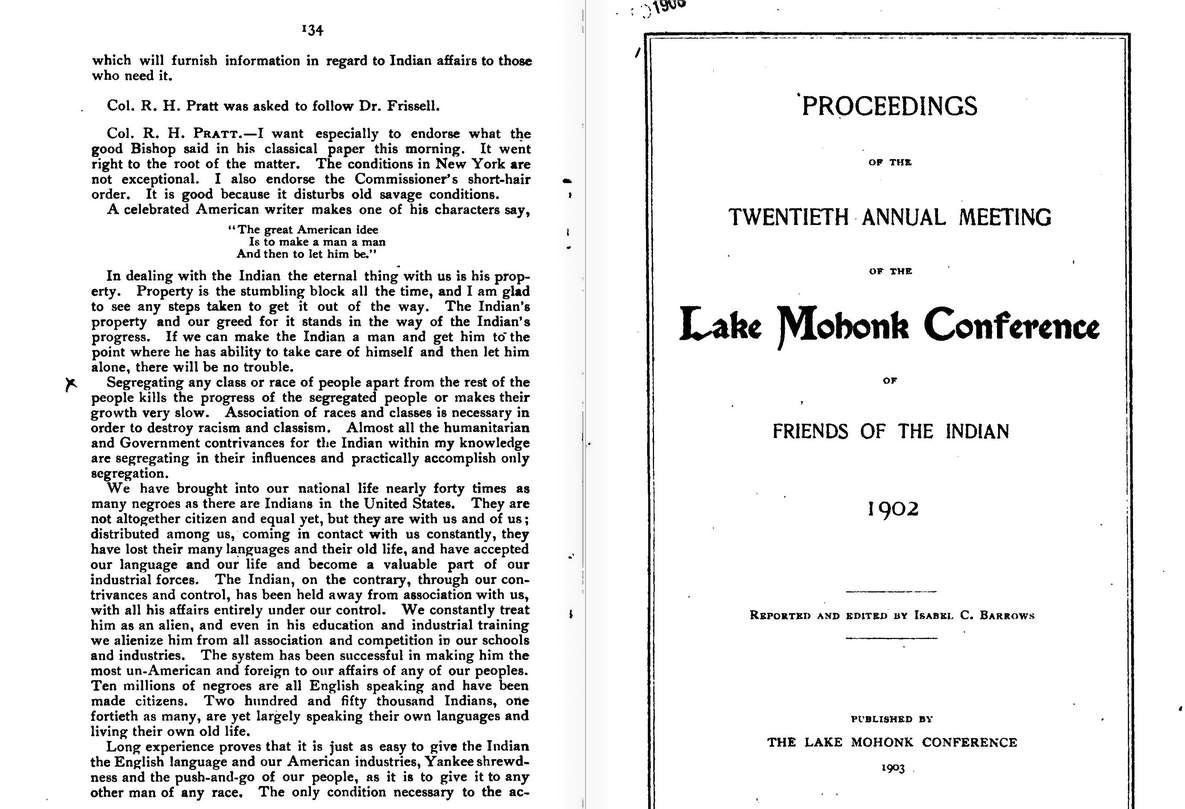
Việc sử dụng sớm từ "phân biệt chủng tộc" của Richard Henry Pratt vào năm 1902: " Hiệp hội các chủng tộc và giai cấp là cần thiết để tiêu diệt chủ nghĩa phân biệt chủng tộc và chủ nghĩa giai cấp ".

Vào thế kỉ 20, khoa học tin rằng dân số loài người có thể được chia thành các chủng tộc. Thuật ngữ phân biệt chủng tộc là một danh từ mô tả trạng thái phân biệt chủng tộc, tức là theo dõi niềm tin rằng dân số loài người có thể hoặc nên được phân loại thành các chủng tộc với khả năng và khuynh hướng khác biệt, từ đó có thể thúc đẩy một hệ tư tưởng chính trị trong đó quyền và đặc quyền là phân phối khác nhau dựa trên các loại chủng tộc. Nguồn gốc của từ gốc "chủng tộc" không rõ ràng. Các nhà ngôn ngữ học thường đồng ý rằng nó đến với ngôn ngữ tiếng Anh từ tiếng Pháp trung cổ, nhưng không có thỏa thuận nào như vậy về cách nói chung nó đi vào các ngôn ngữ gốc Latinh. Một đề xuất gần đây rằng nó có nguồn gốc từ tiếng Ả Rập ra, có nghĩa là "người đứng đầu, bắt đầu, nguồn gốc" hoặc Hebrew Rosh, trong đó có một ý nghĩa tương tự. Các nhà lý thuyết chủng tộc ban đầu thường giữ quan điểm rằng một số chủng tộc kém hơn những người khác và do đó họ tin rằng sự đối xử khác biệt của các chủng tộc là hoàn toàn hợp lý. Những lý thuyết ban đầu hướng dẫn các giả định nghiên cứu khoa học giả; các nỗ lực tập thể để xác định đầy đủ và hình thành các giả thuyết về sự khác biệt chủng tộc thường được gọi là phân biệt chủng tộc khoa học, mặc dù thuật ngữ này là một cách hiểu sai, do không có bất kỳ khoa học thực tế nào ủng hộ các yêu sách.
Ngày nay, hầu hết các nhà sinh vật học, nhà nhân chủng học và nhà xã hội học từ chối phân loại chủng tộc theo các tiêu chí cụ thể hơn và/hoặc có thể kiểm chứng bằng thực nghiệm, như địa lý, dân tộc hoặc lịch sử của chế độ nội sinh. Cho đến nay, có rất ít bằng chứng trong nghiên cứu bộ gen của con người chỉ ra rằng chủng tộc có thể được định nghĩa theo cách có ích trong việc xác định phân loại di truyền của con người.
Một mục trong Từ điển tiếng Anh Oxford (2008) định nghĩa chủ nghĩa phân biệt chủng tộc là "một thuật ngữ sớm hơn phân biệt chủng tộc, nhưng bây giờ chủ yếu thay thế nó", và trích dẫn thuật ngữ "phân biệt chủng tộc" trong trích dẫn năm 1902. Từ điển tiếng Anh Oxford sửa đổi trích dẫn thuật ngữ "phân biệt chủng tộc" rút ngắn trong một trích dẫn từ năm sau, 1903. Nó được định nghĩa đầu tiên bởi Từ điển tiếng Anh Oxford (ấn bản 2, 1989) là "[ông] cho rằng đặc điểm và khả năng đặc biệt của con người được quyết định bởi chủng tộc"; cùng một từ điển gọi chủ nghĩa phân biệt chủng tộc là một từ đồng nghĩa của chủ nghĩa phân biệt chủng tộc: "niềm tin vào sự vượt trội của một chủng tộc cụ thể". Vào cuối Thế chiến II, chủ nghĩa phân biệt chủng tộc đã có cùng một ý nghĩa siêu quyền lực trước đây gắn liền với chủ nghĩa phân biệt chủng tộc: chủ nghĩa phân biệt chủng tộc hiện ngụ ý phân biệt chủng tộc, siêu quyền chủng tộc và một mục đích có hại. (Thuật ngữ "hận thù chủng tộc" cũng đã được sử dụng bởi nhà xã hội học Frederick Hertz vào cuối những năm 1920.)

Như lịch sử của nó chỉ ra, việc sử dụng phổ biến từ phân biệt chủng tộc là tương đối gần đây. Từ này được sử dụng rộng rãi trong thế giới phương Tây vào những năm 1930, khi nó được sử dụng để mô tả hệ tư tưởng chính trị xã hội của chủ nghĩa phát xít, coi "chủng tộc" là một đơn vị chính trị được đưa ra một cách tự nhiên. Người ta thường đồng ý rằng phân biệt chủng tộc tồn tại trước khi đúc từ, nhưng không có một thỏa thuận rộng rãi về một định nghĩa duy nhất về phân biệt chủng tộc là gì và không phải là gì. Hôm qua, một số học giả phân biệt chủng tộc thích sử dụng các khái niệm trong racisms số nhiều, để nhấn mạnh nhiều hình thức khác nhau của nó không dễ dàng rơi vào một định nghĩa duy nhất. Họ cũng cho rằng các hình thức phân biệt chủng tộc khác nhau đã mô tả các giai đoạn lịch sử và khu vực địa lý khác nhau. 
Garner (2009: tr. 11) tóm tắt các định nghĩa khác nhau về phân biệt chủng tộc và xác định ba yếu tố phổ biến có trong các định nghĩa về phân biệt chủng tộc. Đầu tiên, một mối quan hệ quyền lực lịch sử, phân cấp giữa các nhóm; thứ hai, một tập hợp các ý tưởng (một ý thức hệ) về sự khác biệt chủng tộc; và, thứ ba, hành động phân biệt đối xử (thực hành).

### Luật pháp
Mặc dù nhiều quốc gia trên toàn cầu đã thông qua luật liên quan đến chủng tộc và phân biệt đối xử, công cụ nhân quyền quốc tế quan trọng đầu tiên do Liên Hợp Quốc (UN) phát triển là Tuyên ngôn Nhân quyền (UDHR), được Hoa Kỳ thông qua Đại hội đồng quốc gia năm 1948. UDHR nhận ra rằng nếu mọi người được đối xử với nhân phẩm, họ yêu cầu các quyền kinh tế, các quyền xã hội bao gồm giáo dục và các quyền tham gia văn hóa và chính trị và tự do dân sự. Nó cũng nói thêm rằng mọi người đều có quyền "không phân biệt bất kỳ loại nào, chẳng hạn như chủng tộc, màu da, giới tính, ngôn ngữ, tôn giáo, chính trị hoặc quan điểm khác, nguồn gốc quốc gia hoặc xã hội, tài sản,  nơi sinh hoặc địa vị khác".
LHQ không định nghĩa "phân biệt chủng tộc"; tuy nhiên, nó định nghĩa "phân biệt chủng tộc". Theo Công ước quốc tế của Liên hợp quốc năm 1969 về xóa bỏ mọi hình thức phân biệt chủng tộc,
Thuật ngữ "phân biệt chủng tộc" có nghĩa là bất kỳ sự phân biệt, loại trừ, hạn chế hoặc ưu tiên dựa trên chủng tộc, màu da, dòng dõi hoặc nguồn gốc quốc gia hoặc dân tộc có mục đích hoặc tác động của việc vô hiệu hóa hoặc làm giảm sự công nhận, hưởng thụ hoặc tập thể dục bước đi, về quyền con người và các quyền tự do cơ bản trong chính trị, kinh tế, xã hội, văn hóa hoặc bất kỳ lĩnh vực nào khác của đời sống công cộng.
Trong Tuyên bố của Tổ chức Giáo dục, Khoa học và Văn hóa (UNESCO) năm 1978 của Liên Hợp Quốc (Điều 1), Liên Hợp Quốc tuyên bố: "Tất cả loài người thuộc về một loài duy nhất và có nguồn gốc từ một cổ phần chung. Họ được sinh ra bình đẳng về nhân phẩm và quyền lợi và tất cả tạo thành một phần không thể thiếu của nhân loại. " 
Định nghĩa của Liên Hợp Quốc về phân biệt chủng tộc không tạo ra sự khác biệt giữa phân biệt đối xử dựa trên sắc tộc và chủng tộc, một phần vì sự khác biệt giữa hai bên là vấn đề tranh luận giữa các học giả, bao gồm cả các nhà nhân chủng học. Tương tự, theo luật của Anh, cụm từ nhóm chủng tộc có nghĩa là "bất kỳ nhóm người nào được xác định theo tham chiếu đến chủng tộc, màu da, quốc tịch (bao gồm cả quốc tịch) hoặc nguồn gốc dân tộc hoặc quốc gia".
Ở Na Uy, từ "chủng tộc" đã bị xóa khỏi luật pháp quốc gia liên quan đến phân biệt đối xử vì việc sử dụng cụm từ này được coi là có vấn đề và phi đạo đức. Đạo luật chống phân biệt đối xử của Na Uy cấm phân biệt đối xử dựa trên sắc tộc, nguồn gốc quốc gia, dòng dõi và màu da.

### Khoa học xã hội và hành vi
Các nhà xã hội học, nói chung, công nhận "chủng tộc" là một cấu trúc xã hội. Điều này có nghĩa là, mặc dù các khái niệm về chủng tộc và phân biệt chủng tộc dựa trên các đặc điểm sinh học có thể quan sát được, bất kỳ kết luận nào được rút ra về chủng tộc trên cơ sở những quan sát đó đều bị ảnh hưởng nặng nề bởi các hệ tư tưởng văn hóa. Phân biệt chủng tộc, như một ý thức hệ, tồn tại trong một xã hội ở cả cấp độ cá nhân và thể chế.
Trong khi phần lớn các nghiên cứu và nghiên cứu về phân biệt chủng tộc trong suốt nửa thế kỷ qua đã tập trung vào "phân biệt chủng tộc trắng" trong thế giới phương Tây, các ghi chép lịch sử về thực tiễn xã hội dựa trên chủng tộc có thể được tìm thấy trên toàn cầu. Do đó, phân biệt chủng tộc có thể được định nghĩa rộng rãi để bao hàm những định kiến và hành vi phân biệt đối xử cá nhân và nhóm dẫn đến lợi thế về vật chất và văn hóa được trao cho đa số hoặc một nhóm xã hội thống trị. Cái gọi là "phân biệt chủng tộc trắng" tập trung vào các xã hội trong đó dân số da trắng chiếm đa số hoặc nhóm xã hội thống trị. Trong các nghiên cứu về các xã hội đa số da trắng này, tổng hợp các lợi thế về vật chất và văn hóa thường được gọi là " đặc quyền da trắng".
Quan hệ chủng tộc và chủng tộc là những lĩnh vực nghiên cứu nổi bật trong xã hội học và kinh tế. Phần lớn các tài liệu xã hội học tập trung vào phân biệt chủng tộc trắng. Một số tác phẩm xã hội học sớm nhất về phân biệt chủng tộc đã được chấp nhận bởi nhà xã hội học W. E. B. Du Bois, người Mỹ gốc Phi đầu tiên lấy bằng tiến sĩ từ Đại học Harvard. Du Bois đã viết, "vấn đề của thế kỷ XX là vấn đề của đường màu da."  Wellman (1993) định nghĩa phân biệt chủng tộc là "niềm tin bị trừng phạt về mặt văn hóa, bất kể ý định nào có liên quan, bảo vệ những lợi thế của người da trắng vì vị trí phụ thuộc của thiểu số chủng tộc". Trong cả xã hội học và kinh tế học, kết quả của các hành động phân biệt chủng tộc thường được đo lường bằng sự bất bình đẳng về thu nhập, của cải, giá trị ròng và khả năng tiếp cận các tài nguyên văn hóa khác (như giáo dục), giữa các nhóm chủng tộc.
Trong xã hội học và tâm lý học xã hội, bản sắc chủng tộc và việc mua lại bản sắc đó, thường được sử dụng như một biến số trong nghiên cứu phân biệt chủng tộc. Tư tưởng chủng tộc và bản sắc chủng tộc ảnh hưởng đến nhận thức của cá nhân về chủng tộc và phân biệt đối xử. Cazenave và Maddern (1999) định nghĩa phân biệt chủng tộc là "một hệ thống đặc quyền nhóm 'dựa trên chủng tộc' hoạt động ở mọi cấp độ xã hội và được tổ chức bởi một hệ tư tưởng tinh vi về uy quyền của màu da/chủng tộc. Tính trung tâm chủng tộc (mức độ mà một nền văn hóa nhận ra bản sắc chủng tộc của cá nhân) dường như ảnh hưởng đến mức độ phân biệt đối xử của thanh niên Mỹ gốc Phi nhận thức trong khi hệ tư tưởng chủng tộc có thể làm ảnh hưởng đến cảm xúc bất lợi của sự phân biệt đối xử đó. "  Sellers và Shelton (2003) phát hiện ra rằng mối quan hệ giữa phân biệt chủng tộc và đau khổ cảm xúc đã được kiểm duyệt bởi hệ tư tưởng chủng tộc và niềm tin xã hội.
Một số nhà xã hội học cũng cho rằng, đặc biệt ở phương Tây, nơi chủ nghĩa phân biệt chủng tộc thường bị trừng phạt tiêu cực trong xã hội, phân biệt chủng tộc đã thay đổi từ một cách trắng trợn sang một biểu hiện ngụy biện hơn về định kiến chủng tộc. Các hình thức phân biệt chủng tộc "mới hơn" (ẩn hơn và dễ phát hiện hơn) - có thể được coi là được nhúng trong các quy trình và cấu trúc xã hội - khó khám phá cũng như thách thức hơn. Có ý kiến cho rằng, trong khi ở nhiều quốc gia, chủ nghĩa phân biệt chủng tộc công khai hoặc ngày càng trở nên cấm kỵ, ngay cả trong số những người thể hiện thái độ rõ ràng bình đẳng, một sự phân biệt chủng tộc ngầm hay ác cảm vẫn được duy trì trong tiềm thức.
Quá trình này đã được nghiên cứu rộng rãi trong tâm lý học xã hội như là các hiệp hội ngầm và thái độ ngầm, một thành phần của nhận thức ngầm. Thái độ tiềm ẩn là những đánh giá xảy ra mà không có nhận thức có ý thức đối với một đối tượng thái độ hoặc bản thân. Những đánh giá nói chung là thuận lợi hoặc không thuận lợi. Họ đến từ những ảnh hưởng khác nhau trong kinh nghiệm cá nhân. Thái độ tiềm ẩn không được xác định một cách có ý thức (hoặc chúng được xác định không chính xác) dấu vết của kinh nghiệm trong quá khứ làm trung gian cho những cảm giác, suy nghĩ hoặc hành động thuận lợi hoặc bất lợi đối với các đối tượng xã hội. Những cảm giác, suy nghĩ hoặc hành động này có ảnh hưởng đến hành vi mà cá nhân có thể không nhận thức được.
Do đó, phân biệt chủng tộc trong tiềm thức có thể ảnh hưởng đến quá trình xử lý hình ảnh của chúng ta và cách trí óc của chúng ta hoạt động khi chúng ta tiếp xúc với những khuôn mặt có màu sắc khác nhau. Ví dụ, khi nghĩ về tội phạm, nhà tâm lý học xã hội Jennifer L. Eberhardt (2004) của Đại học Stanford cho rằng, "màu đen có liên quan đến tội phạm mà bạn sẵn sàng chọn ra những đối tượng tội phạm này". Phơi nhiễm như vậy ảnh hưởng đến tâm trí của chúng ta và chúng có thể gây ra sự phân biệt chủng tộc trong tiềm thức trong hành vi của chúng ta đối với người khác hoặc thậm chí đối với các đối tượng. Do đó, những suy nghĩ và hành động phân biệt chủng tộc có thể nảy sinh từ những khuôn mẫu và nỗi sợ hãi mà chúng ta không nhận thức được.
Trong xã hội toàn cầu hóa ngày nay, phân biệt chủng tộc (cùng với các giá trị văn hóa, tôn giáo của nhóm) là một trong những yếu tố dẫn đến mâu thuẫn tâm lý và mất niềm tin lẫn nhau. Đây là môi trường thuận lợi cho sự phát sinh tư tưởng cực đoan và hành vi bạo lực.

### Nhân văn
Ngôn ngữ, ngôn ngữ học và diễn ngôn là những lĩnh vực nghiên cứu tích cực trong nhân văn, cùng với văn học và nghệ thuật. Phân tích diễn ngôn tìm cách tiết lộ ý nghĩa của chủng tộc và hành động của những kẻ phân biệt chủng tộc thông qua nghiên cứu cẩn thận về cách thức mà các yếu tố này của xã hội loài người được mô tả và thảo luận trong các tác phẩm viết và nói. Ví dụ, Van Dijk (1992) xem xét các cách khác nhau trong đó các mô tả về phân biệt chủng tộc và hành động phân biệt chủng tộc được mô tả bởi thủ phạm của các hành động đó cũng như các nạn nhân của chúng. Ông lưu ý rằng khi các mô tả hành động có ý nghĩa tiêu cực đối với đa số, và đặc biệt đối với giới tinh hoa trắng, chúng thường được xem là gây tranh cãi và những diễn giải gây tranh cãi như vậy thường được đánh dấu bằng dấu ngoặc kép hoặc chúng được chào đón bằng biểu hiện khoảng cách hoặc nghi ngờ. Cuốn sách được trích dẫn trước đây, Linh hồn của người da đen của WEB Du Bois, đại diện cho văn học Mỹ gốc Phi đầu tiên mô tả kinh nghiệm của tác giả về phân biệt chủng tộc khi ông đi du lịch ở miền Nam như một người Mỹ gốc Phi.
Nhiều tác phẩm văn học hư cấu của Mỹ đã tập trung vào các vấn đề phân biệt chủng tộc và "trải nghiệm chủng tộc" màu đen ở Mỹ, bao gồm các tác phẩm được viết bởi người da trắng, như Uncle Tom's Cabin, To Kill a Mockingbird, và Imitation of Life, hoặc thậm chí là tác phẩm phi hư cấu Black Like Me. Những cuốn sách này, và những cuốn khác giống như chúng, ăn sâu vào cái được gọi là " câu chuyện về vị cứu tinh da trắng trong phim ", trong đó các anh hùng và nữ anh hùng đều là người da trắng mặc dù câu chuyện kể về những điều xảy ra với các nhân vật da đen. Phân tích nội dung của các tác phẩm như vậy có thể tương phản mạnh mẽ với mô tả của các tác giả da đen về người Mỹ gốc Phi và kinh nghiệm của họ trong xã hội Hoa Kỳ. Các nhà văn người Mỹ gốc Phi đôi khi được miêu tả trong các nghiên cứu về người Mỹ gốc Phi khi rút lui khỏi các vấn đề chủng tộc khi họ viết về " độ trắng ", trong khi những người khác xác định đây là một truyền thống văn học của người Mỹ gốc Phi gọi là "văn học của sự ghẻ lạnh da trắng", một phần của đa văn hóa nỗ lực để thách thức và phá bỏ quyền lực da trắng thượng đẳng ở Mỹ.

### Sử dụng phổ biến
Theo từ điển, từ này thường được sử dụng để mô tả định kiến và phân biệt đối xử dựa trên chủng tộc.
Phân biệt chủng tộc cũng có thể được nói để mô tả một điều kiện trong xã hội trong đó một nhóm chủng tộc thống trị được hưởng lợi từ sự áp bức của người khác, cho dù nhóm đó có muốn lợi ích như vậy hay không. Học giả Foucauldian Ladelle McWhorter, trong cuốn sách năm 2009 của mình, Racism and Sexual Oppression in Anglo-America: A Genealogy, đặt ra chủ nghĩa phân biệt chủng tộc hiện đại, tập trung vào khái niệm của một nhóm thống trị, thường là người da trắng, ganh đua vì sự thuần khiết và tiến bộ, hơn là hoặc hệ tư tưởng rõ ràng tập trung vào sự áp bức của những người không phải là người da trắng.
Trong sử dụng phổ biến, như trong một số cách sử dụng học thuật, ít có sự phân biệt giữa "phân biệt chủng tộc" và " chủ nghĩa vị chủng". Thông thường, cả hai được liệt kê cùng nhau là "chủng tộc và dân tộc" trong việc mô tả một số hành động hoặc kết quả có liên quan đến định kiến trong một nhóm đa số hoặc nhóm thống trị trong xã hội. Bên cạnh đó, ý nghĩa của phân biệt chủng tộc hạn thường được lồng việc với các điều khoản thành kiến, cố chấp, và phân biệt đối xử. Phân biệt chủng tộc là một khái niệm phức tạp có thể liên quan đến những từ này; nhưng nó không thể được đánh đồng với, cũng không đồng nghĩa với các từ khác.
Thuật ngữ này thường được sử dụng liên quan đến những gì được coi là định kiến trong một nhóm thiểu số hoặc bị khuất phục, như trong khái niệm phân biệt chủng tộc ngược. "Phân biệt chủng tộc ngược" là một khái niệm thường được sử dụng để mô tả các hành vi phân biệt đối xử hoặc thù địch với các thành viên của một nhóm chủng tộc hoặc sắc tộc thống trị trong khi ủng hộ các thành viên của các nhóm thiểu số. Khái niệm này đã được sử dụng đặc biệt ở Hoa Kỳ trong các cuộc tranh luận về các chính sách có ý thức màu sắc (như hành động khẳng định) nhằm khắc phục sự bất bình đẳng chủng tộc. Những    người vận động vì lợi ích của các dân tộc thiểu số thường bác bỏ khái niệm phân biệt chủng tộc ngược. Các học giả cũng thường định nghĩa phân biệt chủng tộc không chỉ về định kiến cá nhân, mà còn về mặt cấu trúc quyền lực bảo vệ lợi ích của văn hóa thống trị và chủ động phân biệt đối xử với các dân tộc thiểu số.   Từ quan điểm này, trong khi các thành viên của các dân tộc thiểu số có thể có thành kiến với các thành viên của nền văn hóa thống trị, họ thiếu sức mạnh chính trị và kinh tế để chủ động đàn áp họ, và do đó họ không thực hành "phân biệt chủng tộc".     